# Liste der Naturdenkmale in Mühlingen
| Naturdenkmale | Anzahl |
| ------------- | ------ |
| FND           | 1      |
| END           | 7      |
| Gesamt        | 8      |

Die Liste der Naturdenkmale in Mühlingen nennt die verordneten Naturdenkmale (ND) der im baden-württembergischen Landkreis Konstanz liegenden Gemeinde Mühlingen.
In Mühlingen gibt es insgesamt acht als Naturdenkmal geschützte Objekte, davon ein flächenhaftes Naturdenkmal (FND) und sieben Einzelgebilde-Naturdenkmale (END). 
(Stand: 1. November 2016)

## Flächenhafte Naturdenkmale (FND)
| Name                     | Bild | Kennung     | Einzelheiten | Position | Fläche Hektar | Datum         |
| ------------------------ | ---- | ----------- | ------------ | -------- | ------------- | ------------- |
| Stohrenbühl              |      | 83350570008 | Mühlingen    | ⊙        | 3,5           | 21. Okt. 1939 |
| Legende für Naturdenkmal |      |             |              |          |               |               |

## Einzelgebilde (END)
| Name                     | Bild | Kennung     | Einzelheiten                                   | Position | Fläche Hektar | Datum         |
| ------------------------ | ---- | ----------- | ---------------------------------------------- | -------- | ------------- | ------------- |
| 1 Birnbaum               | BW   | 83350570003 | Mühlingen                                      | ⊙        | 0,0           | 21. Dez. 1978 |
| 1 Birnbaum               |      | 83350570005 | Mühlingen                                      | ???      | 0,0           | 21. Dez. 1978 |
| 1 Birnbaum               | BW   | 83350570006 | Mühlingen                                      | ⊙        | 0,0           | 21. Dez. 1978 |
| 1 Linde                  | BW   | 83350570001 | Mühlingen                                      | ⊙        | 0,0           | 21. Dez. 1978 |
| 1 Nussbaum               | BW   | 83350570004 | Mühlingen                                      | ⊙        | 0,0           | 21. Dez. 1978 |
| 2 Eichen                 |      | 83350570002 | Mühlingen                                      | ???      | 0,0           | 21. Dez. 1978 |
| 2 Kastanien              | BW   | 83350570007 | Gallmannsweil nur noch eine Kastanie vorhanden | ⊙        | 0,0           | 21. Dez. 1978 |
| Legende für Naturdenkmal |      |             |                                                |          |               |               |